# Социал-демократический союз Македонии
Социал-демократический союз Македонии (СДСМ, макед. Социјалдемократски сојуз на Македонија) — одна из двух основных политических партий Северной Македонии.

## История

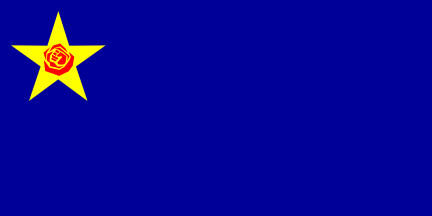
Старый флаг Социал-демократического союза Македонии (1991-2019)

Партия считает себя преемницей Союза коммунистов Македонии, прекратившего своё существование при распаде СФРЮ. Уже в 1989 году Союз коммунистов Македонии был переименован в Союз коммунистов Македонии — Партия демократических преобразований и под этой вывеской принял участие в многопартийных выборах в республике в 1990 году. XI Конгресс партии (20 апреля 1991 года) принял решение о её переименовании в Социал-Демократический Союз Македонии. Несогласные с этим партийцы в 1992 году образовали Союз коммунистов Македонии — Движение за свободу.

## Результат партии на парламентских выборах
| Год выборов | Глава избирательного списка | Количество голосов | % голосов | Количество мандатов | +/-  | Коалиция                          |
| ----------- | --------------------------- | ------------------ | --------- | ------------------- | ---- | --------------------------------- |
| 1990        | Петар Гошев                 | 220,748            | 27.70     | 31 из 120           |      | Техническое правительство         |
| 1994        | Бранко Црвенковски          | 329,700            | 53.50     | 95 из 120           | ▲ 64 | СДСМ-ПДП                          |
| 1998        | Бранко Црвенковски          | 279,799            | 25.14     | 27 из 120           | ▼ 68 | Оппозиция                         |
| 2002        | Бранко Црвенковски          | 497,342            | 41.58     | 60 из 120           | ▲ 33 | СДСМ-ДУИ                          |
| 2006        | Владо Бучковски             | 218,164            | 23.31     | 32 из 120           | ▼ 28 | Оппозиция                         |
| 2008        | Радмила Шекеринска          | 233,284            | 23.64     | 27 из 120           | ▼ 5  | Оппозиция                         |
| 2011        | Бранко Црвенковски          | 368,496            | 32.78     | 42 из 123           | ▲ 15 | Оппозиция                         |
| 2014        | Зоран Заев                  | 283,955            | 25.34     | 34 из 123           | ▼ 8  | Оппозиция                         |
| 2016        | Зоран Заев                  | 436,981            | 36.66     | 49 из 120           | ▲ 15 | СДСМ-ДУИ-АА                       |
| 2020        | Зоран Заев                  | 327,408            | 35.89     | 46 из 120           | ▼ 3  | Коалиция "Мы можем"               |
| 2024        | Димитар Ковачевский         | 153,250            | 15.36     | 18 из 120           | ▼ 28 | Коалиция "За европейское будущее" |

## Руководители
- Бранко Црвенковски (1991–2004)
- Владо Бучковски (2004–2006)
- Радмила Шекеринска (2006–2008)
- Зоран Заев (2008–2009)
- Бранко Црвенковски (2009–2013)
- Зоран Заев (2013–2021)
- Димитар Ковачевский (2021–2024)

## Выборыпрезидента Республики Македонии
22 марта 2009 года состоялся первый тур выборов президента Республики Македонии. Кандидат от СДСМ Любомир Фрчкоский занял второе место и вышел во второй тур, набрав 200 316 голосов (19,81 %). 5 апреля во втором туре Фрчкоский получил 264 692 (36,86 %) голосов, проиграв своему главному сопернику, представителю партии ВМРО-ДПМНЕ Георге Иванову.